# ABN AMRO World Tennis Tournament 2008
ABN AMRO World Tennis Tournament 2008 — тенісний турнір, що проходив на кортах з твердим покриттям у місті Роттердам, Нідерланди з 18 лютого . Належав до категорії International Series Gold, був турніром серії Rotterdam Open 2008 року.

## Фінальна частина

### Одиночний розряд
Мікаель Льодра —  Робін Содерлінг 6–7(3–7), 6–3, 7–6(7–4)

### Парний розряд
Томаш Бердих /  Дмитро Турсунов —  Філіпп Кольшрайбер /  Михайло Южний 7–5, 3–6, [10–7]